# سامبا توريه
سامبا توريه (بالفرنسية: Samba Touré)‏ هو مغني مالي، ولد في 15 يونيو 1968.

## وصلات خارجية
- الموقع الرسمي
- سامبا توريه على موقع ميوزك برينز (الإنجليزية)
- سامبا توريه على موقع ديسكوغز (الإنجليزية)